# VoltAero Cassio
 (juin 2023).
Le VoltAero Cassio est une famille d’avions hybrides électriques développés par la start-up française VoltAero. La société prévoit de produire l’avion en trois configurations : le Cassio 330 à quatre places, le Cassio 480 à six places et le Cassio 600 à dix places.

## Conception
VoltAero a été créée à Royan en septembre 2017 par le directeur de la technologie et pilote d'essai de l’Airbus E-Fan 2014.1 0, avec le soutien de la région Nouvelle-Aquitaine. La société a réalisé un banc d'essai volant basé sur le Cessna 337 Skymaster, qui devait voler fin février 2019. Le prototype Cassio entièrement composite devait suivre en 2020, les livraisons étaient initialement prévues fin 2021 ou début 2022.
Pour tester au sol le système de propulsion, une cellule de Skymaster a été modifiée en un démonstrateur, exposé statiquement au Salon du Bourget de juin 2019. Le banc d’essai Skymaster devait voler sans son moteur avant septembre 2019, et avec le module de puissance hybride remplaçant le moteur arrière avant la fin de l’année. Le module de puissance initial utilise un moteur automobile Nissan, suivi du développement interne d’un moteur multicarburant. La construction de trois prototypes et d’un banc d’essai structurel nécessitera une nouvelle collecte de fonds. Le premier avion de série devait être livré d’ici la fin de 2022.
En octobre 2019, VoltAero a modernisé son banc d’essai avec deux moteurs Safran EngineUS 45, produisant chacun 94 ch (70 kW) maximum et 60 ch (45 kW) en continu, installés sur l’aile avec des hélices tractives. Les essais en vol de novembre, menés depuis l’aérodrome de Royan-Médis, ont été réalisés en conservant les deux moteurs à pistons pendant 15 heures de vol, avant de retirer le moteur à piston avant pour encore 10 heures de vol. Le système hybride arrière est équipé d’un moteur de voiture Nissan de 170 kW (228 ch) développé avec la Solution F, avec un moteur électrique Emrax supplémentaire de 60 kW (80 ch) sur le même arbre d'hélice, pour 100 heures d’essais, y compris des vols d’endurance et de démonstration. En mars 2020, les essais en vol avaient commencé pour l’hybride-électrique avec sa configuration à triple hélice push-pull, avant de dévoiler le Cassio 2 le 24 mars.
En mai 2020, VoltAero a présenté la famille Cassio de production : le Cassio 330 combiné de 330 ch (440 kW) offrant quatre places, qui sera livré à partir de 2022, le Cassio 480 de 480 ch (640 kW) pouvant accueillir six personnes et le Cassio 600 de 600 ch (800 kW) pouvant accueillir dix personnes. Le 6 places est prévu pour 2023 et le 10 places pour 2024.
Le prototype d’avion hybride-électrique Cassio 330 a été exposé pour la première fois au Salon du Bourget 2023, en juin 2023. Propulsé par un moteur Kawasaki à quatre cylindres, il sera utilisé pour les essais en vol de conception de la cellule avant l’installation d’un groupe motopropulseur hybride.

## Évolution
Pour être certifiée selon la réglementation CS-23 de l’EASA, la configuration de production est une configuration biplan en tandem avec un canard fixe avant, une aile arrière médiane et une double poutre de queue supportant un empennage horizontal queue haute, encadrant une unique hélice propulsive entraînée par un moteur à combustion interne et des moteurs électriques. Le poids brut maximal devrait être de 5 tonnes, avec 400 kg de poids supplémentaire pour les moteurs électriques et les batteries dans le nez et dans les ailes. Le Cassio sera propulsé par deux moteurs électriques de 80 ch (60 kW), entraînant des hélices tractives sur l’aile, et un moteur à pistons de 230 ch (170 kW) et un moteur électrique de 200 ch (150 kW) entraînant une hélice propulsive dans le fuselage arrière.
La combinaison de son carburant et de ses batteries lui donnera une autonomie de 1 200 km avec neuf personnes à bord. Il pourra voler jusqu’à 200 km en tant qu’avion purement électrique, 200 à 600 km en tant qu’hybride léger assisté par batterie et plus de 600 km en utilisant davantage son moteur à combustion. Sa vitesse de croisière devrait être de 200 nœuds (370 km/h) et son autonomie en croisière de 3,5 h, qui pourrait être étendue à 5 h. L’avion quatre places de production vise une capacité à décoller depuis un terrain de 1 800 pieds (550 m) de long avec une masse maximale au décollage de 2,5 tonnes.
La propulsion électrique au roulage et au décollage devrait permettre un niveau de bruit plus faible, avant que la propulsion hybride ne s’enclenche au-dessus de 1 200 pieds (370 m). La consommation de carburant pourrait être réduite jusqu’à 20%, avec un vol en croisière en mode hybride jusqu’à ce que les batteries soient déchargées jusqu’à un niveau d’énergie de 20%, avant de les recharger avec le moteur thermique. Le coût de l’heure de vol est estimé à 290 € et une disponibilité de 10 heures par jour devrait permettre huit rotations quotidiennes.